# Nakhon Ratchasima (tỉnh)
Nakhon Ratchasima (tiếng Thái: นครราชสีมา, phát âm tiếng Thái: [Ná-khon Rát-cha-xỉ-ma]) thường được gọi là Khorat (tiếng Thái: โคราช, phát âm [kʰōː.râːt]) hoặc Korat, là một tỉnh thuộc vùng Isan của Thái Lan. Các tỉnh lân cận (từ phía bắc theo chiều kim đồng hồ) bao gồm: Chaiyaphum, Khon Kaen, Buriram, Sa Kaeo, Prachinburi, Nakhon Nayok, Saraburi và Lopburi.

## Các đơn vị hành chính
Tỉnh này được chia ra 32 huyện (Amphoe). Các huyện được chia ra 293 xã (tambon) và 3423 buôn (sóc, bản, mường, ấp, thôn, làng) (muban).
1. Mueang Nakhon Ratchasima
2. Khon Buri
3. Soeng Sang
4. Khong
5. Ban Lueam
6. Chakkarat
7. Chok Chai
8. Dan Khun Thot
9. Non Thai
10. Non Sung
11. Kham Sakaesaeng
12. Bua Yai
13. Prathai
14. Pak Thong Chai
15. Phimai
16. Huai Thalaeng
17. Chum Phuang
18. Sung Noen
19. Kham Thale So
20. Sikhio
21. Pak Chong
22. Nong Bun Mak
23. Kaeng Sanam Nang
24. Non Daeng
25. Wang Nam Khiao
26. Thepharak
27. Mueang Yang
28. Phra Thong Kham
29. Lam Thamenchai
30. Bua Lai
31. Sida
32. Chaloem Phra Kiat

- Ngày 15 tháng 5 năm 2007, chính phủ đã nâng cấp tất cả 81 King Amphoe thành Amphoe để tiện quản lý.Bản đồ Amphoe